# Vârful Cârligați
Vârful Cârligați este o arie protejată de interes național ce corespunde categoriei a IV-a IUCN (rezervație naturală de tip botanic) situată în vestul Transilvaniei, pe teritoriul județului județului Bihor.

## Localizare
Aria naturală se află în ramura nordică a Munților Bihorului (grupă montană a Munților Apuseni, aparținând lanțului carpatic al Occidentalilor), pe teritoriul administrativ al comunei Budureasa din sud-estul județului Bihor (la limita teritorială cu județul Cluj), în imediata apropiere a drumului județean DJ108J, care leagă satul Remeți de stațiunea turistică Stâna de Vale.

## Descriere

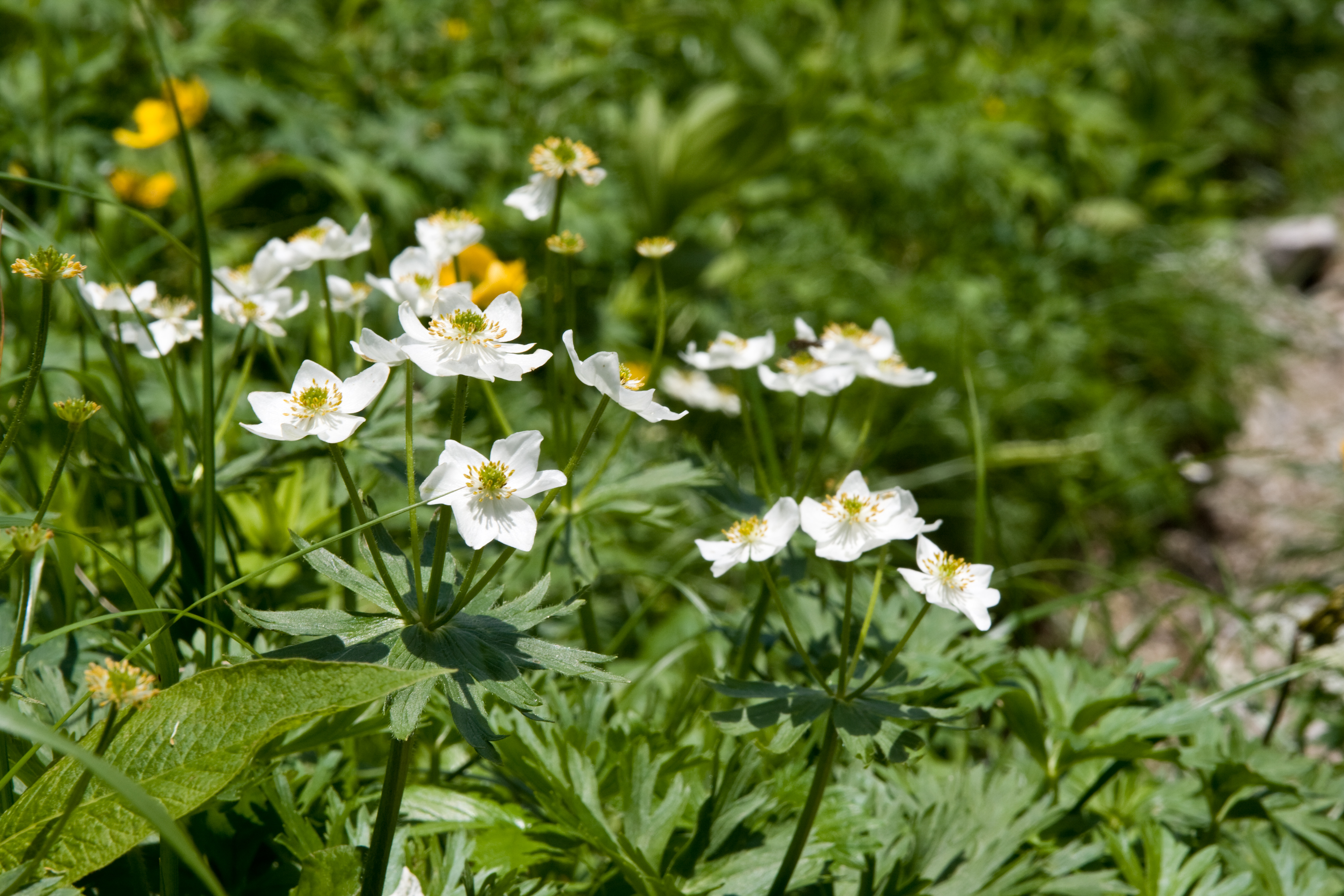
Oiță (Anemone narcissiflora)

Rezervația naturală a fost declarată arie protejată prin Legea Nr.5 din 6 martie 2000 (privind aprobarea Planului de amenajare a teritoriului național - Secțiunea a III-a - zone protejate, publicată în Monitorul Oficial al României, Nr.152 din 12 aprilie 2000) și se întinde pe o suprafață de 10 hectare. Aceasta se suprapune ariei de protecție specială avifaunistică - Munții Apuseni - Vlădeasa.
Aria naturală include platoul și Vârful Cârligați (1.694 m.) și reprezintă o zonă turistică importantă datorită peisajului și florei ce vegetează pe pășuni și fânețe. La nivelul ierburilor vegetează câteva rarități floristice protejate la nivel european prin Directiva 92/43/CE (anexa I-a) din 21 mai 1992 (privind conservarea habitatelor naturale și a speciilor de faună și floră sălbatică); printre care: omag galben (Aconitum anthora), garoafă de munte (Dianthus tenuifolius), ghințură punctată (Gentiana punctata) sau bulbuc de munte (Trollius europaeus). Aici este întâlnită o specie rară a pajiștilor alpine, cunoscută de localnici sub denumirea populară de oiță (Anemona narcissiflora).

## Obiective turistice aflate în vecinătate
- Biserica de lemn „Sfântul Gheorghe” din satul Saca, construcție 1724, monument istoric.
- Biserica romano - catolică "Sf. Treime" din Beiuș, construcție 1752, monument istoric.
- Biserica "Sf. Mare Mucenic Dimitrie Izvorâtor de Mir" din Beiuș, construcție 1800, monument istoric.
- Biserica ortodoxă "Sf. Arhangheli Mihail și Gavriil" din Beiuș, monument istoric[7].
- Stațiunea montană de odihnă și tratament Stâna de Vale
- Ariile protejate: Parcul Natural Apuseni, Ferice - Plai (sit SCI), Valea Iadei cu Syringa josichaea, Peștera Cetatea Rădesei, Piatra Grăitoare, Peștera Smeilor de la Onceasa, Peștera Vacii, Sistemul Carstic Peștera Cerbului - Avenul cu Vacă, Vârful Buteasa.